# Crematogaster clariventris
Crematogaster clariventris (лат.) — вид муравьёв рода Crematogaster из подсемейства Myrmicinae (Formicidae). Западная и экваториальная Африка: Камерун, Конго, Демократическая Республика Конго, Гана, Гвинея, Берег Слоновой Кости, Кения, Либерия, Нигерия, Уганда.
Первый муравей-листорез, обнаруженный в Старом Свете.

## Описание
Мелкие муравьи, чьи рабочие имеют длину 3—6 мм. Отличаются двухцветной красно-коричневой окраской тела: голова и грудь тёмно-коричневые, брюшко желтовато-красное; мандибулы, усики и лапки красновато-коричневые. Промезонотальный шов и проподеальные шипики развиты. Стебелёк между грудкой и брюшком состоит из двух члеников: петиолюса и постпетиолюса (последний четко отделен от брюшка), жало развито, куколки голые (без кокона). Характерна возможность откидывать брюшко на спину при распылении отпугивающих веществ. Таксон был впервые описан как подвид Crematogaster buchneri subsp. clariventris по материалам из Конго в 1895 году австрийским мирмекологом Густавом Майром, видовой статус получил в 1922 году. Включён в подрод Atopogyne.
Территориально доминирующий дендробионтный вид, который строит очень жёсткие картонные муравейники на ветвях крупных деревьев полога (30—45 м в высоту). В 2023 году в Камеруне впервые обнаружено, что их рабочие муравьи срезают частички листьев различных видов растений, переносят небольшие кусочки растительного материала при строительстве и ремонте гнёзд. Дефолиацию они производят на относительно небольших (до 4 м в высоту) растениях, в том числе: Гибискус китайский (Мальвовые), Альбиция (Бобовые), Alchornea cordifolia (Молочайные), Кассия (Fabaceae), Манго индийское (Анакардиевые) и Какао (Theobroma cacao, Malvaceae). Сканирующая электронная микроскопия стенок гнезда выявила наличие грибкового мицелия. Поскольку присутствие нитчатых Ascomycota было показано на дендробионтных муравьиных гнёздах по всему миру, мирмекологи использовали метод метабаркодирования и отметили присутствие операционной таксономической единицы OTU Cre_006041 из порядка Capnodiales, известно как используемой для укрепления больших гнезд неопознанного африканского вида Crematogaster. Эта OTU также была зарегистрирована на теле рабочих. Также отметили OTU Cre_320021 из порядка Chaetothyriales, известную своими отношениями с африканским древесным видом Crematogaster margaritae.
Таким образом, срезая листья и выращивая грибы, C. clariventris иллюстрирует случай конвергентной эволюции с более высокими по развитию листорезами Нового Света, выращивающими грибы Attina из родов Acromyrmex, Amoimyrmex и Atta. Однако есть и заметные различия. Листорезы Attina выращивают шампиньоновые (Agaricaceae, Basidiomycota) для питания, в то время как C. clariventris использует Capnodiales для укрепления своих гнёзд (то есть после гибели мицелия клеточные стенки гиф остаются прочными, образуя естественный композитный материал), имеют чёткое географическое происхождение (то есть Новый Свет против Старого Света) и принадлежат к другому муравьиному роду и трибе в подсемействе Myrmicinae (то есть Attini против Crematogastrini). Кроме того, у подтрибы Attina, срезающих листья, развился эффективный способ срезания листьев с помощью асимметричных мандибул, в то время как рабочие C. clariventris, как правило, используют свои мандибулы симметрично.